# Avichaï Mandelblit
Avichaï Mandelblit (hébreu : אביחי מנדלבליט, né le 29 juin 1963) est un magistrat israélien. Mandelblit a eu une longue carrière dans la justice militaire de l'armée israélienne, où il a exercé la charge de procureur général de l'Armée de 2004 à 2011. En avril 2013, il est nommé secrétaire du gouvernement de Benyamin Netanyahou. En février 2016, il a été nommé procureur général de l'État. En février 2019, il met formellement en cause le Premier ministre Benjamin Netanyahou dans trois affaires pour fraude, abus de confiance et corruption.

## Vie privée
Mandelblit est né et a grandi à Tel Aviv. Ses parents sont Baruch (Mickey) et Ada Mandelblit. Son père, commerçant de vêtements et footballeur, était vice-président de la Fédération israélienne de football. Il était un ancien combattant d'Irgun et un membre du parti de droite Hérout. À l'âge de 26 ans, Mandelblit est devenu un juif orthodoxe et un disciple du rabbin Baruch Ashlag.
Mandelblit a été autorisé à reporter son service militaire obligatoire dans les Forces de défense israéliennes pour faire des études à l'Université de Tel Aviv dans le cadre du programme Atuda. Il a rejoint l’armée israélienne en 1985 après avoir obtenu une licence en droit. Il obtient plus tard une maîtrise et un doctorat en droit de l'université Bar-Ilan. 
Mandelblit est marié à Ronit et a six enfants. La famille vit à Petah Tikva.

## Carrière militaire
À son arrivée à Tsahal, il a occupé divers postes au sein du bureau de l'avocat général de l'armée. Entre 1991 et 1992, il a exercé les fonctions de juge au tribunal militaire de la région de Gaza. En 1993, il a été nommé assistant principal du procureur militaire en chef, avant de devenir son adjoint. En 1997, il a été nommé vice-président du tribunal militaire du Commandement du sud et des forces terrestres. En 2000, il a été nommé chef du chef de la défense militaire et, en 2003, avocat général militaire. En 2004, il a été promu au grade de Tat Aluf (général de brigade) et nommé avocat général en chef. En 2009, il a été promu au rang d’alouf (général).
Pendant son service en tant qu'avocat général en chef des armées, Mandelblit a fréquemment exprimé le point de vue juridique de l'armée sur différentes questions de droit international humanitaire. En décembre 2007, il a déclaré que l'utilisation par l'armée de bombes à fragmentation pendant la deuxième guerre du Liban était conforme au droit international humanitaire. Il émet des critiques acerbes contre le rapport Goldstone, déclarant :
« Nous avons nous-mêmes mis en place des enquêtes sur 140 plaintes. C'est en lisant ces autres rapports et plaintes que vous réalisez à quel point le rapport Goldstone est vraiment vicieux. Il a fait croire que nous avions l'intention de nous attaquer à l'infrastructure économique et aux civils, que c'était intentionnel. C'est un mensonge vicieux. »
Le 15 septembre 2011, Danny Efroni (en) succède à Mandelblit au poste d'avocat général en chef de l'armée.

## Carrière gouvernementale puis judiciaire
Après avoir quitté l'armée, il est chercheur à l'Institut d'études sur la sécurité nationale et rédige une thèse de doctorat en droit sous la direction du professeur Yaffa Zilbershatz. En 2013, il est nommé secrétaire du gouvernement de Benyamin Netanyahou. Il occupe ce poste jusqu'à ce qu'il devienne procureur général de l'État en 2016. Il devient également conseiller juridique du gouvernement ; il a ainsi la responsabilité de valider sur le plan juridique les textes de loi présentés en Conseil des ministres.
Le 20 décembre 2018, Mandelblit annonce qu'il « travaillera rapidement » afin de décider s'il y avait lieu ou non d'accuser le Premier ministre Benyamin Netanyahou. Toutefois, il déclare également que son acte d'accusation n'est pas composé  « au détriment de la qualité et du professionnalisme » et « ne serait influencé par rien d'autre que la preuve et la loi ». L'acte d'accusation est finalisé le 28 février 2019 : Netanyahou est mis en cause dans trois affaires différentes pour fraude, abus de confiance et dans l'une, corruption.
Dans un rapport de 57 pages, Avichai Mandelblit accuse le Premier ministre de corruption dans l'affaire dite des 4000 pour être intervenu dans des décisions réglementaires et commerciales qui ont bénéficié à un magnat israélien — Shaul Elovich, l’actionnaire majoritaire de la plus grande société de télécommunications israélienne Bezeq — à hauteur d'environ 500 millions de dollars. Mandelblit a opté pour des charges moins lourdes dans les deux autres affaires dites des 1000 et des 2000. Des centaines de manifestants pro-Netanyahou se rassemblent à proximité de son domicile pour tenter de le conduire à renoncer à inculper le Premier ministre.
Il lui est reproché de se montrer excessivement indulgents envers les personnalités politiques mises en cause dans des affaires judiciaires, faisant accepter aux anciens ministres Yaakov Litzman et Aryé Dery des accords de négociation leur permettant d'éviter la prison.